# Cool Ruler
Cool Ruler es un álbum de Gregory Isaacs, publicado por primera vez en 1978 por Front Line, sello discográfico subsidiario de Virgin Records. La edición jamaicana salió en el sello del propio Isaacs, African Museum. El álbum fue producido por Isaacs y mezclado por Lancelot «Maxie» McKenzie en los estudios Channel One Studios de Kingston, Jamaica. De los temas del álbum, «Let’s Dance» había sido publicado anteriormente como sencillo. Varios de los temas del disco están considerados como de los mejores en toda la carrera del cantante, aunque el disco no logró darle el renombre internacional que se le había augurado. El título del álbum, no obstante, se mantuvo como apodo de Isaacs durante el resto de su carrera. El álbum sirvió de base para un disco de dub llamado Slum in Dub, publicado el mismo año. Cool Ruler fue reeditado en compact disc por Virgin en 2000.

## Lista de canciones
Todas compuestas por Gregory Isaacs excepto cuando sea anotado
1. «Native Woman» – 3:02
2. «John Public» – 3:06
3. «Party In The Slum» – 3:26
4. «Uncle Joe» – 3:50
5. «Word Of The Farmer» – 4:08
6. «One More Time» – 3:14
7. «Let’s Dance» (John Holt) – 2:56
8. «Don’t Pity Me» – 2:22
9. «Created By The Father» (Dennis Brown) – 2:31
10. «Raving Tonight» – 3:57

## Personal
- Vocales – Gregory Isaacs
- Vocales de apoyo – The Heptones
- Banda de apoyo – The Revolutionaries
- Batería – Sly Dunbar
- Bajo – Robbie Shakespeare, Ernest Wilson
- Guitarra – Eric «Bingy Bunny» Lamont, Earl «Chinna» Smith, Ranchie McLean
- Teclados – Ansel Collins
- Vientos – Bobby Ellis, Tommy McCook, Herman Marquis